# Лисево (гмина)
Лисево (пол. Lisewo) — сельская гмина (волость) в Польше, входит как административная единица в Хелмненский повет, Куявско-Поморское воеводство. Население — 5262 человека (на 2004 год).

## Сельские округа
1. Бартлево
2. Блахта
3. Хрусты
4. Джоново
5. Камлярки
6. Корнатово
7. Крайенцин
8. Крусин
9. Линовец
10. Липенек
11. Лисево
12. Малянково
13. Мгощ
14. Пёнтково
15. Пневите
16. Струцфонь
17. Тытлево
18. Вежбово

## Соседние гмины
1. Гмина Хелмжа
2. Гмина Папово-Бискупе
3. Гмина Плужница
4. Гмина Стольно